# Iveco Tector
El motor Tector se utiliza para autobuses, autocares y camiones Iveco. La primera serie de motores Tector se lanzó en el año 2000 con el modelo Iveco EuroCargo. Estos motores adoptaron el código de fábrica F4AE. También se encuentran motores similares para otros usuarios bajo la designación NEF.

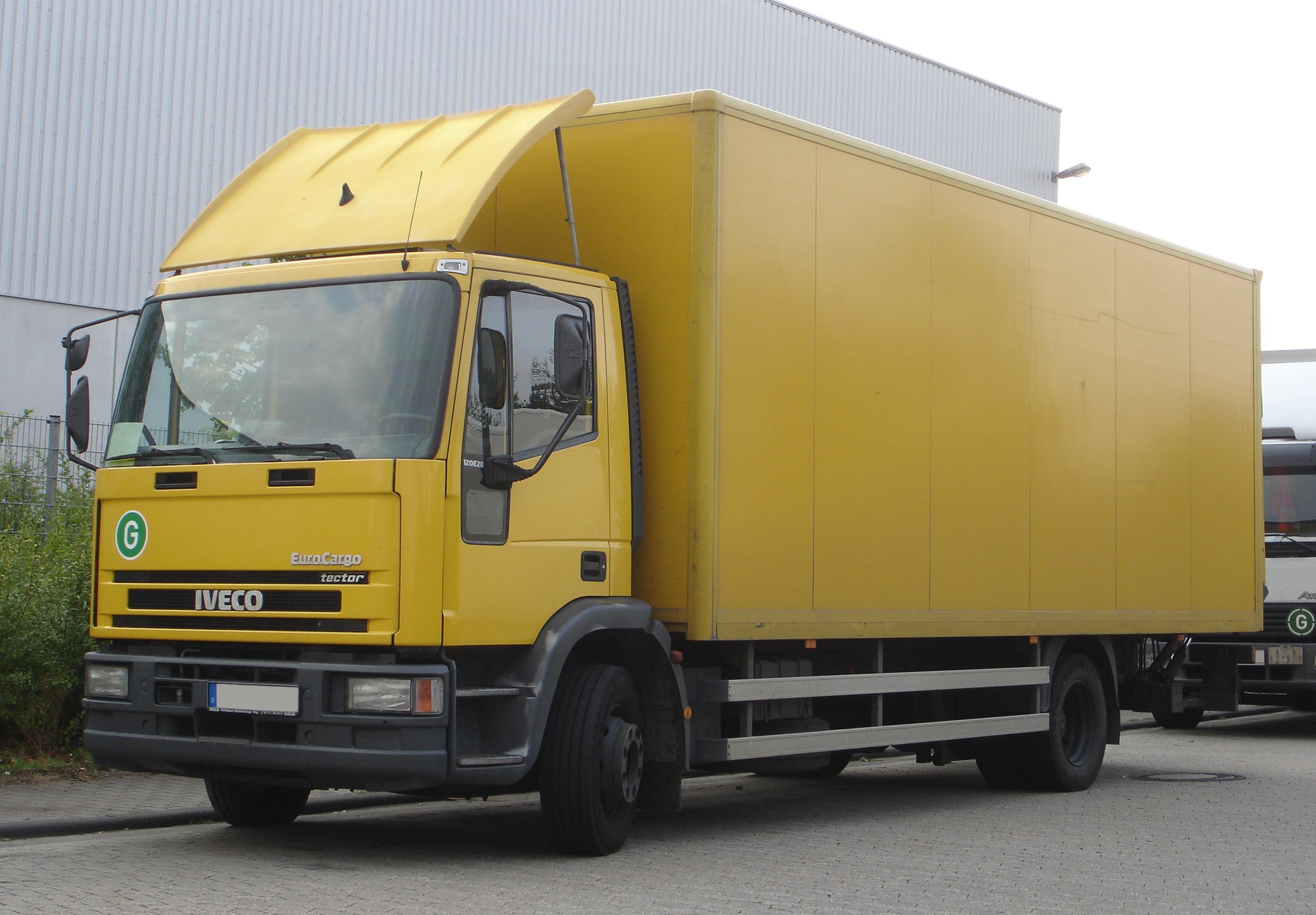
Iveco EuroCargo 2.ª serie con motor Tector.

El motor Tector es un motor de combustión interna fabricado por Fiat-Iveco Powertrain desde el año 2000.
No debe confundirse con el camión Iveco Tector, una variante del modelo europeo Iveco EuroCargo, producido en las plantas de Iveco en Sudamérica, Argentina y Brasil, y también equipado con motores Tector.
El Tector representa una amplia familia de motores que incluye versiones de cuatro y seis cilindros en línea, con cilindradas que van desde los 3,9 hasta los 6,7 litros.

## Historia
Nos remontamos a 1996, año de la firma de un acuerdo de colaboración entre las empresas italianas Iveco Motors y Fiat-New Holland, filiales del grupo Fiat S.p.A., y el fabricante estadounidense de motores Cummins, quienes unieron fuerzas para desarrollar conjuntamente una nueva generación de motores diésel versátiles de potencia media para uso en carretera e industrial. El 2 de mayo de 1996, crearon la Alianza Europea de Motores (67% del grupo Fiat y 33% de Cummins), una empresa donde se realizan estudios conjuntos, fabricando posteriormente, cada una, una o más variantes de esta nueva familia de motores diésel.
En el año 2000, Iveco fue el primero en presentar al público en general los nuevos motores de 4 y 6 cilindros denominados Iveco Tector 40 y 60. Estos motores impulsaron la segunda serie de camiones de tonelaje medio Iveco EuroCargo Euro 3, la norma impuesta en aquel momento.
En 2001, Cummins lance la fabrication et la commercialisation de ces mêmes moteurs sous sa marque.
En 2002, Iveco Motors lanzó dos nuevas versiones de los motores Tector 40 y 60 con mayor cilindrada: los modelos 45 y 67, para vehículos todoterreno que cumplían la normativa de emisiones Tier 2. Estos motores se adaptaron rápidamente también para vehículos de carretera que cumplían la norma Euro 5.
En 2004, se lanzó un modelo alimentado con gas natural, un combustible muy apreciado por el grupo italiano, líder mundial en este sector desde hace tiempo: el Tector 60 CNG. Este motor impulsará la última incorporación a la gama Iveco EuroCargo CNG y los midibuses de la marca.
En 2008, el socio estadounidense Cummins vendió su participación y EEA se integró en FPT-Fiat Powertrain Technologies.
En 2013, la división de motores industriales de FPT se separó de la división de motores de automoción y se convirtió en Fiat Powertrain Industrial. Toda la gama de motores Tector se adaptó a la norma Euro 6c para motores destinados a vehículos de carretera y a la Tier 4B para uso industrial o agrícola.
En 2015, se lanzó una versión del modelo Tector 67 con el sistema HI-eSCR (patentado por FPT Industrial), que elimina la necesidad de EGR y, por lo tanto, la del aditivo AdBlue.
Entre 2000 y 2017, se fabricaron más de 1,3 millones de motores Tector/NEF. Además del transporte por carretera, estos motores también se utilizan ampliamente en equipos agrícolas, de construcción, industriales, marinos y de generación de energía, tanto por las filiales del Grupo Fiat como por numerosos fabricantes extranjeros en todo el mundo.
Los motores Tector/NEF Euro 5 y 6 están disponibles en versiones de 4 o 6 cilindros, con cilindradas que van desde los 4,0 hasta los 7,0 litros. El Tector/NEF 60 también está disponible en versión de gas natural. Todos los motores se pueden personalizar con una amplia gama de opciones de cárter de aceite, transmisión, radiador, filtro de aire y silenciador.
Esta gama, buque insignia del Grupo Fiat, se diseñó para ofrecer un alto rendimiento a los equipos y materiales con los que está equipada, lo que le permite operar en condiciones extremas con costes operativos muy bajos y la máxima productividad. Desde la fusión de todas las actividades de motores de las empresas del Grupo Fiat Industrial en la filial Fiat Powertrain Industrial, los motores Tector se comercializan a otros fabricantes bajo la marca NEF. La referencia Tector está reservada para el fabricante italiano Iveco.
Esta familia de motores sustituye a los motores Fiat 8040.45 de cuatro cilindros en línea y Fiat 8060.45 L6 de seis cilindros en línea que les precedieron en los camiones y autobuses de la marca y que se comercializaron bajo la marca AIFO para equipos fijos y móviles suministrados a diversos fabricantes extranjeros.

## Iveco Tector (camión)
Tector, también se refiere al camión de gama media Iveco Tector, fabricado por Iveco en Sudamérica, Iveco Argentina e Iveco Brasil desde 2008. El vehículo también fue fabricado en Venezuela por FIAV C.A. El nombre es específico para el mercado sudamericano, a diferencia de su homólogo europeo, el Iveco Eurocargo.
Los modelos disponibles en Sudamérica son:
- El Iveco Vertis 4x2 para la gama base, dos modelos de 9 y 13 toneladas, (de origen chino, fabricado en Sete Lagoas).
- El tractor Iveco Tector.
- Los tractores Iveco Cavallino en Brasil y el Iveco Cursor en Argentina.

El Iveco Tector incorpora la robusta estructura de la gama europea Eurocargo, con capacidades de 17 a 26 toneladas. La cabina es idéntica a la del EuroCargo MY2008, excepto en las versiones 4x2 y 6x2 más largas y la litera de la versión 6x4, diseñada para viajes largos.
El motor se basa en los motores Tector del mismo nombre, que ya cumplen con la norma europea Euro5 y funcionan con biodiésel B5, popular en Argentina y Brasil. El motor, diseñado y fabricado por FPT-Fiat Powertrain Technologies, es un motor de 4,9 litros, 6 cilindros, inyección directa common rail y 250 CV a 1900 rpm.
El Iveco Tector también está disponible como cabeza tractora para remolques articulados. A diferencia del mercado europeo, donde los motores superan los 400 CV para este tipo de camiones con remolque, en Sudamérica la potencia oscila entre los 200 y los 300 CV.
El 18 de noviembre de 2014, Iveco lanzó una nueva versión de la gama con un motor de 210 CV: el Tector 150E21 Economy. Siguiendo basado en la plataforma Eurocargo, está equipado con un motor FPT NEF 45 de 4500 cm³ con 206 CV DIN y ofrece una MMA de 15 toneladas. Hay dos versiones 4x2: un camión de 15 toneladas y un camión articulado de 27 toneladas.

## Tectortipo F4AE

### Primera serie Tector 40 / 60
Esta primera gama de motores incluye dos gamas de 4 y 6 cilindros en línea con varios niveles de potencia para cada uno de ellos:
- Tector 40 - 4 cilindros, 3922 cc (102 × 120 mm), sustituye al motor Fiat-Iveco 8040.45 Euro 3 de 4 cilindros, 3908 cc, que desarrolla 136 CV DIN a 2700 rpm y 420 Nm de par a 1400 rpm, desde 2001;
- Tector 60 - 6 cilindros, 5883 cc (102 × 120 mm), inyección directa Common Rail, sustituye al motor Fiat-Iveco 8060.45 L6 Euro 3 de 6 cilindros, 5861 cc, que desarrolla 207/230 CV DIN, desde 2001.

### Segunda serie Tector 45 / 67
Esta 2.ª serie completa la gama anterior:
- Tector 45 - 4 cilindros 4.485 cc (104 × 132 mm);
- Tector 67 - 6 cilindros 6.728 cc (104 × 132 mm);
- Tector 60 GNC - 6 cilindros 5883 cc (102 × 120 mm).

### Características de la gama Tector Common Rail
| Tipo           | Cylindrada (cm³) | Potencia kW (CV) a rpm    | Par motor N m a rpm | Emisiones |
| -------------- | ---------------- | ------------------------- | ------------------- | --------- |
| Tector 40 F4AE | 3 922            | 103 (140) a 2 700         | 460 a 1 200         | Euro 5    |
| Tector 40 F4AE | 3 922            | 118 (160) a 2 700         | 530 a 1 200         | Euro 5    |
| Tector 40 F4AE | 3 922            | 130 (177) a 2 700         | 570 a 1 200         | Euro 5    |
| Tector 40 F4AE | 3 922            | 134 (180) a 2 700         | 610 a 1 300         | Euro 5    |
| Tector 45      | 4 485            | 118 (160) a 1 950/2 500 - | 580 a 1 200/1 900   | Euro 6c   |
| Tector 45      | 4 485            | 137 (186) a 1 950/2 500 - | 680 a 1 200/1 900   | Euro 6c   |
| Tector 45      | 4 485            | 152 (207) a 1 950/2 500 - | 750 a 1 200/1 900   | Euro 6c   |
| Tector 60      | 5 883            | 135 (184) a 1 950/2 700   | 650 a 1 200/2 000   | Euro 5    |
| Tector 60      | 5 883            | 160 (218) a 1 950/2 700   | 680 a 1 200/2 000   | Euro 5    |
| Tector 60      | 5 883            | 185 (252) a 1 950/2 700   | 850 a 1 200/2 000   | Euro 5    |
| Tector 60      | 5 883            | 205 (280) a 1 950/2 700   | 950 a 1 200/2 000   | Euro 5    |
| Tector 60      | 5 883            | 220 (300) a 1 950/2 700   | 1 050 a 1 200/2 000 | Euro 5    |
| Tector 60 NG   | 5 883            | 147 (200) a 2 700 -       | 680 a 1 250         | Euro 5    |
| Tector 67      | 6 728            | 162 (220) a 1 900/2 500   | 800 a 1 200/1 950   | Euro 6c   |
| Tector 67      | 6 728            | 185 (252) a 1 950/2 500   | 850 a 1 200/1 950   | Euro 6c   |
| Tector 67      | 6 728            | 206 (280) a 1 900/2 500   | 1 000 a 1 200/2 000 | Euro 6c   |
| Tector 67      | 6 728            | 235 (320) a 1 900/2 500   | 1 100 a 1 200/2 000 | Euro 6c   |

Todos estos motores también están disponibles en versiones destinadas a:
- Equipo agrícola;
- Maquinaria de obras públicas;
- Equipo marino;
- Equipo fijo: bombas industriales, grupos electrógenos, etc.

## Versiones Tector CNG / Natural Power
Desde su creación en 1899, el fabricante italiano ha utilizado gas en todas sus formas (gas natural, GLP, metano, etc.) como combustible alternativo a la gasolina y el diésel para todos sus vehículos, excepto camiones. Fue en 1998, hace más de 20 años, cuando las oficinas de diseño del Grupo Fiat asumieron este reto y adquirieron una valiosa experiencia con más de 40.000 motores de gas natural. Hoy, FPT Industrial es pionera en este campo y líder mundial indiscutible. De hecho, es el único fabricante del mundo que ofrece una gama completa de motores de gas natural, con potencias que van desde los 136 hasta los 460 CV DIN (y próximamente hasta los 500 CV) para todo tipo de aplicaciones en carretera, así como para aplicaciones industriales fijas y móviles. Una gama que se ampliará en el futuro. Todos los motores Fiat Powertrain también pueden funcionar con biometano, lo que les permite homologarse con niveles de emisiones de CO2 muy cercanos a cero.
FPT Industrial también ofrece soluciones compactas para vehículos comerciales (camiones y autobuses) con el Tector 60 NP, así como para vehículos pesados con el Cursor NP y vehículos comerciales ligeros Iveco Daily con el motor F1 NP.
Para vehículos pesados de 6 a 18 toneladas, el motor de gas natural Tector N60 es la solución más compacta y eficiente. Este motor de seis cilindros en línea de 6 litros desarrolla una alta potencia, alcanzando los 200 CV DIN a 2700 rpm y un par elevado de 700 Nm a 1400 rpm, independientemente de la carga y la ruta. En comparación con su equivalente diésel, ofrece un ahorro de combustible de hasta un 30 %.
En los últimos veinte años, FPT Industrial también se ha convertido en un pionero innovador en el sector agrícola, equipando el primer tractor de biometano de Case New Holland, filial agrícola del Grupo Fiat, con un motor diseñado específicamente para esta aplicación.
El motor de gas natural Tector/NEF de 6 cilindros de FPT Industrial ofrece un rendimiento similar al de su homólogo diésel en términos de potencia, par motor, durabilidad e intervalos de mantenimiento, lo que permite a los usuarios finales disfrutar de la misma aplicación en campo. En comparación con un motor diésel, el motor Tector/NEF de 6 cilindros de gas natural reduce las emisiones de CO2 en un 10 % y las de contaminantes en un 80 %. Su combustión optimizada aumenta la eficiencia del motor y reduce los costos operativos entre un 10 % y un 30 % en comparación con un motor diésel. También reduce los niveles de vibración y ruido en 5 dB.

## Utilisation des Tector/NEF

### En Iveco
Toda la gama de motores Tector se ha utilizado para propulsar los camiones Iveco Eurocargo desde el lanzamiento de la segunda serie en 2001, producida en las plantas de Iveco en Europa, Sudamérica y Asia.
Varios modelos de autobuses diésel, de GNC e híbridos de las gamas Iveco Citelis, Crealis y Urbanway, los autocares Iveco Crossway y los chasis de autobús y autocar CC118E20, CC118E22 y CC170E22 están equipados con ellos desde 2005.

### En otros fabricantes
| Variante              | Tipo                                         | Marca                           | Modelos      |
| --------------------- | -------------------------------------------- | ------------------------------- | ------------ |
| Tector/NEF 45 HI-eSCR | Grúas telescópicas                           | Sennebogen Maschinenfabrik GmbH | Série 613E   |
| Tector/NEF 45 HI-eSCR | Maquinaria de construcción                   | Liebherr                        |              |
| Tector/NEF 45 HI-eSCR | Barrenderos                                  | Bucher Municipal (Suiza)        | Citycat 5006 |
| Tector NEF 60 NG      | Transports en commun et Groupes électrogènes | Modasa (Perú)                   |              |
| Tector NEF 45 / 67    | Maquinaria forestal                          | Tigercat (Canadá)·              |              |
| Tector NEF 45 / 67    | Generadores                                  | Teksan (Turquía)                |              |
| Tector NEF 67 HI-eSCR | Maquinarias agrícolas                        | Claas (Alemania)                | AXION 800    |
| Tector NEF 67 HI-eSCR | Motor marino                                 | Mercury Marine (Estados Unidos) |              |
| Tector NEF 67 HI-eSCR | Generadores                                  | Himoinsa (España)               | HRFW 200 T5  |

## Gama FPT Tector/NEF actual
- N 40 - Euro 5 - Motor de 4 cilindros en línea, 3922 cm³ (102 x 120 mm) - 103/118/130/134 kW o 140/160/177/182 CV DIN a 2700 rpm - Par motor: 460/530/570/610 N·m a 1200 rpm.
- N 45 HI-eSCR - Euro 6c - Motor de 4 cilindros en línea, 4485 cm³ (104 x 132 mm) - 118/137/152 kW o 160/186/207 CV DIN a 2500 rpm - Par motor: 580/680/750 N·m a 1250 rpm. N 60 - Euro 5 - 6 cilindros en línea de 5883 cm³ (102 × 120 mm) - 135/160/185/205/220 kW - 184/218/252/280/300 CV DIN a 2700 rpm - par motor: 650/680/850/950/1050 N·m a 1250 rpm.
- N 60 NG - Euro 5 - 6 cilindros en línea de 5883 cm³ (102 × 120 mm) - 147 kW / 200 CV DIN a 2700 rpm - par motor: 650 N·m a 1250 rpm. N 67
- HI-eSCR - Euro 6c - 6 cilindros en línea de 6.728 cm³ (104 × 132 mm) - 162/185/206/235 kW o 220/252/280/320 CV DIN a 2.500 rpm - par motor 800 / 850 / 1.000 / 1.100 N·m a 1.250 rpm.

Nota: El sistema HI-eSCR permite que el motor no utilice EGR ni, por lo tanto, aditivo ADBlue. Por lo tanto, no hay tiempo de inactividad para garantizar la regeneración del sistema.